# Ree Heights (Dakota Południowa)
Ree Heights – miasto w Stanach Zjednoczonych, w stanie Dakota Południowa, w hrabstwie Hand.